# Arctodium vulpina
Arctodium vulpina là một loài bọ cánh cứng trong họ Glaphyridae. Loài này được Erichson miêu tả khoa học năm 1835.